# Liste britischer Jagdflieger im Ersten Weltkrieg
In der Liste britischer Jagdflieger im Ersten Weltkrieg sind Jagdpiloten der britischen Luftstreitkräfte oder Marine im von 1914 bis 1918 dauernden Ersten Weltkrieg aufgeführt, die mindestens 25 Abschüsse erzielt hatten.

## Übersicht
Die Tabelle enthält die britischen Flieger ab 25 bestätigte Abschüssen mit
- Name
- Dienstgrad
- Zahl der bestätigten Luftsiege
- Auszeichnungen
- Einheit
- Todesdatum (†)

Anmerkung: Die Liste ist sortierbar: Durch Anklicken eines Spaltenkopfes wird die Liste nach dieser Spalte sortiert, zweimaliges Anklicken kehrt die Sortierung um.
| Name                            | Bild | Rang              | L  | Auszeichn.     | Einheit/Squadron No. | †                                                                  |
| ------------------------------- | ---- | ----------------- | -- | -------------- | -------------------- | ------------------------------------------------------------------ |
| Edward Mannock                  |      | Major             | 61 | Victoria-Kreuz | 74, 85               | 26. Juli 1918                                                      |
| James McCudden                  |      | Major             | 57 | Victoria-Kreuz | 56                   | 9. Juli 1918                                                       |
| George McElroy                  |      | Captain           | 47 |                | 24                   | 31. Juli 1918                                                      |
| Albert Ball                     |      | Captain           | 44 | Victoria-Kreuz | 56                   | 7. Mai 1917                                                        |
| Tom Falcon Hazell               |      | Major             | 43 |                | 24                   | 4. September 1946                                                  |
| Philip Fletcher Fullard         |      | Air Commodore     | 40 |                | 1                    | 24. April 1984                                                     |
| Charles George Gass             |      | Squadron Leader   | 39 |                |                      | März 1977                                                          |
| John Inglis Gilmour             |      | Major             | 39 |                | 27, 65               | 24. Februar 1928                                                   |
| James Ira Thomas Jones          |      | Captain           | 37 |                | 74                   | 30. August 1960                                                    |
| Henry Winslow Woollett          |      | Squadron Leader   | 35 |                | 23                   | 31. Oktober 1969                                                   |
| Geoffrey Hilton Bowman          |      | Captain           | 32 |                | 29, 56               | 25. März 1970                                                      |
| Samuel Frederick Henry Thompson |      | Captain           | 30 |                | 20, 22               | 27. September 1918 (wurde von Otto Christian Schmidt abgeschossen) |
| Charles Dawson Booker           |      | Major             | 29 |                | 201                  | 13. August 1918 (wurde von Ulrich Neckel abgeschossen)             |
| Percy Jack Clayson              |      | Flight Lieutenant | 29 |                | 1                    |                                                                    |
| Leonard Henry Rochford          |      |                   | 29 |                |                      | 17. Dezember 1986                                                  |
| John Everard Gurdon             |      |                   | 28 |                | 22                   | 14. April 1973                                                     |
| Dennis Latimer                  |      |                   | 28 |                | 20                   |                                                                    |
| Thomas Percy Middleton          |      | Captain           | 27 |                | 20                   |                                                                    |
| Ronald Malcolm Fletcher         |      | Second Lieutenant | 26 |                | 22                   | 20. Januar 1952                                                    |
| William Frederick James Harvey  |      | Captain           | 26 |                | 22                   | 21. Juli 1972                                                      |
| Gerald Joseph Constable-Maxwell |      | Wing Commander    | 26 |                | 56                   | 18. Dezember 1959                                                  |
| William Ernest Staton           |      | Air Vice Marshal  | 26 |                | 62                   | 22. Juli 1983                                                      |
| Robert John Orton Compston      |      | Wing Commander    | 25 |                | 40                   | 28. Januar 1962                                                    |
| Arthur Rhys-Davids              |      | Lieutenant        | 25 |                | 56                   | 27. Oktober 1917 (wurde von Karl Gallwitz abgeschossen)            |